# Schwimm- und Sportverein Ulm 1846
L'SSV Ulm 1846, nom complet Schwimm- und Sportverein Ulm 1846 e.V., és un club de poliesportiu alemany de la ciutat d'Ulm a l'estat de Baden-Württemberg. Disposa de més de vint seccions.

## Història
L'actual club nasqué el 5 de maig de 1970, després de la fusió de les entitats TSG Ulm 1846 i 1. SSV Ulm.
D'aquests dos clubs, el primer s'havia fundat el 12 d'abril de 1846 amb el nom Turnerbund Ulm. Aquest rivalitzà amb un altre club local, el Turnverein Ulm, durant la dècada de 1850. La secció de futbol de l'entitat esdevingué independent el 1926 sota el nom Ulmer Rasensport Verein i el 1939 es fusionà amb Ulmer Fußball Verein, TB Ulm i TV Ulm, per formar el TSG Ulm 1846. El 1968, un altre club, el RSVgg Ulm ingressà dins del TSG Ulm 1846.
El 1928 es fundà el club 1. Schwimm- und Sportverein Ulm, segon membre de la fusió.
El 9 de març de 2009 la secció de futbol esdevingué una entitat independent anomenada SSV Ulm 1846 Fußball.

## Seccions

### Basquetbol
La secció de basquetbol nasqué l'any 1970. El seu primer èxit fou la Copa alemanya de l'any 1996, seguit del sots campionat de lliga del 1978. Va jugar a la Bundesliga en la temporada 200-01 sota el nom de SSV Ratiopharm Ulm 1846. El 2001 va patir una fallida econòmica, naixent, a continuació, un nou club amb el nom Ratiopharm Ulm.

### Voleibol
L'equip de voleibol femení també disputà la Bundesliga alemanya sota el nom SSV Ulm ALIUD PHARMA. El maig de 2003 es convertí en campió alemany, obtenint el doblet, ja que prèviament havia guanyat la Copa. Algunes jugadores destacades foren:
- Tanya Hart, internacional alemanya.
- Sabrina Roß, internacional alemanya.
- Birgit Thumm, internacional alemanya.
- Verena Veh, internacional alemanya.
- Elles Leferink, internacional neerlandesa.

### Hoquei
El primer equip d'hoquei masculí juga a la primera divisió de la Regionalliga Süd (sala) i a la Oberliga Baden-Württemberg (herba), mentre que l'equip femení juga la Oberliga Baden-Württemberg (sala i herba). El departament d'hoquei del SSV Ulm 1846 compta amb uns 430 membres.

### Esports alpins
Membres del club crearen la secció Deutschen Alpenvereins e.V. (DAV), on hi ha tot tipus d'esports alpins com el senderisme, l'escalada, l'esquí de muntanya o la bicicleta de muntanya.

### Atletisme i Natació
Les seccions d'atletisme i natació sempre han donat talents d'èxit en competències estatals i nacionals com:
- Fetge Ralf, atleta.
- Arthur Abele, atleta, participant en els Jocs Olímpics d'estiu de Beijing de 2008.

### Dansa
El departament d'esports de la dansa inclou aproximadament 200 membres i ofereix un ampli programa d'entusiastes de la dansa de totes les edats i nivell de rendiment. És membre de l'Associació Alemanya de Dansa Esport (Deutschen Tanzsportverband, DTV) i de l'Associació de Ball Esportiu de Baden-Württemberg (Tanzsportverband Baden-Württemberg, TBW).